# Cyprus Airways
Cyprus Airways (grekiska: Κυπριακές Αερογραμμές, Kipriakes Aerogrammes, turkiska: Kıbrıs Havayolları, IATA: CY, ICAO: CYP) var det nationella flygbolaget i Cypern, baserat i Nicosia. Flygbolaget har linjer till städer i Europa, Mellanöstern och Persiska viken. Huvudbasen ligger på Larnacas internationella flygplats (LCA), med hub på Pafos internationella flygplats.

## Historia

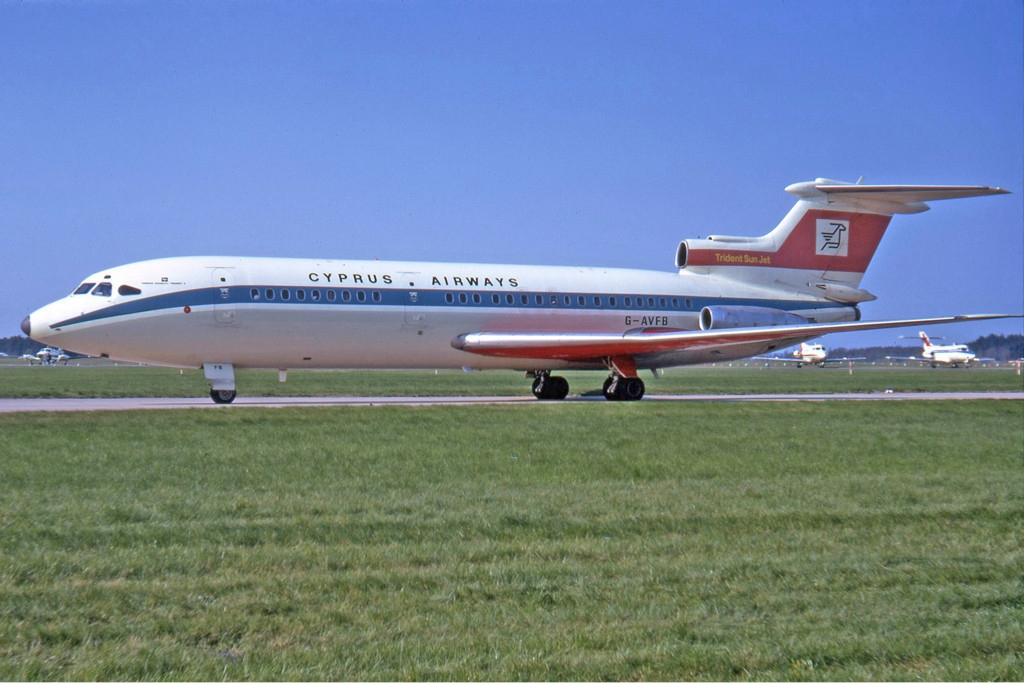
Cyprus Airways Hawker Siddeley Trident 1972

Cyprus Airways grundades den 24 september 1947 genom ett samarbete med den cypriotiska regeringen, BEA (British European Airways) och privata intressenter. Flygningarna startade 18 april 1948 med en Douglas DC-3 på regionala linjer från Nicosia. Under en charterbestämmelse började Cyprus Airways köra BEA:s Vickers Viscount från 18 april 1953 över Aten-Nicosia-sektorn, som en fortsättning på BEA:s London-Rom-Aten. BEA tog över alla Cyprus Airways flygningar den 26 januari 1958.
Den första Hawker Siddeley Trident-jetplanet introducerades i september 1969. Totalt använde Cyprus Airways fem av dessa planen, tre av dessa kom från BEA, två förstördes dock under Cypernkonflikten då turkiska luftangrepp mot Nicosia flygplats i juli 1974 och den tredje togs ur bruk. Alla cypriotiska flygningar avbröts under denna tid.
Cyprus Airways kunde åter starta sina flygningar, dock begränsat, från Larnaca den 8 februari 1975. 1992 grundade Cyprus Airways det helägda dotterbolaget Eurocypria Airlines. Bolaget grundade också Hellas Jet i Athen, Grekland 2002 där Cyprus Airways äger 75% av företaget. Cyprus Airways ägdes av den cypriotiska regeringen (69,62%) och privata aktieägare (30,38%).
Flygbolaget gick i konkurs och verksamheten lades ned den 9 januari 2015, när Europakommissionen kommit fram till att de statsstöd som den cypriotiska regeringen betalat ut var olagligt och flygbolaget blev tvungen att lämna tillbaka summan. Då hade flygbolaget gått med förlust flera år i rad och kantats av finansiella problem.

## Tidigare destinationer
- Från Larnaca till: Amman, Amsterdam, Aten, Bahrain, Beirut, Birmingham, Bryssel, Bukarest, Kairo, Damaskus, Dubai, Frankfurt, Heraklion, Jeddah, London Heathrow, London Stansted, Manchester, Milano, Moskva, Paris, Riyadh, Rom, Sofia, Tel Aviv, Thessaloniki, Wien och Zürich.
- Från Pafos till: Amsterdam, Aten, Birmingham, Frankfurt, London Heathrow och Luton.
- Från Thessaloniki till: Paris.

## Historisk flotta
Cyprus Airways flotta bestod tidigare av följande flygplan (mars 2010)
- 3 Airbus A319-100
- 3 Airbus A320-231
- 3 Airbus A320-232
- 2 Airbus A330-200

## Omstart
År 2017 startade ett nytt flygbolag med samma namn (Cyprus Airways) verksamhet med två stycken Airbus A319-100. Flygbolaget trafikerar ett tiotal destinationer inom Europa och Libanon.
Flygbolaget ägs delvis av lokala investerare på Cypern (60%) och resten (40%) ägs av det ryska flygbolaget S7 Airlines, som även tillhandahåller flygplanen.  